# Zdzisław Próchnicki

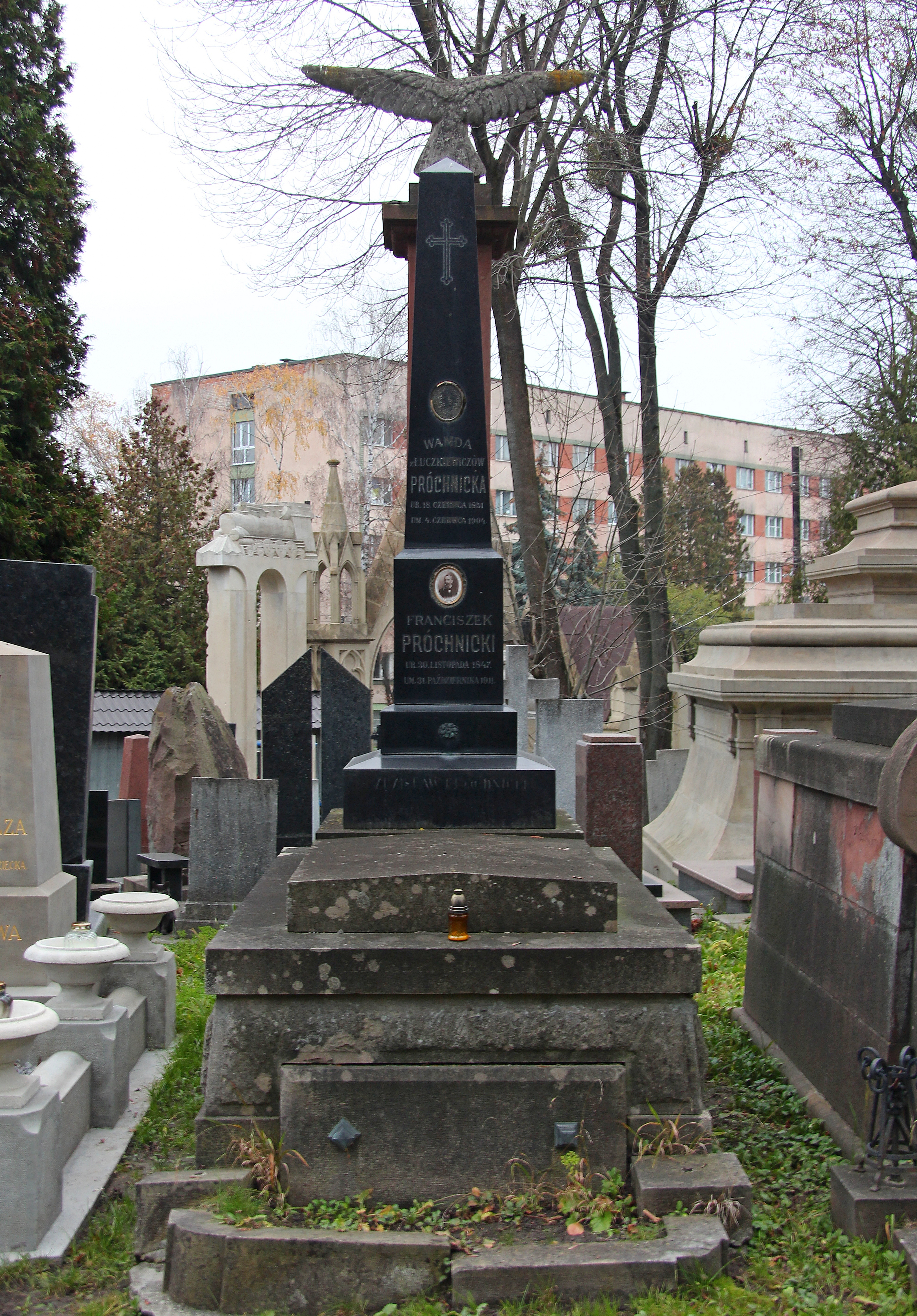
Grobowiec Próchnickich

Zdzisław Konrad Próchnicki (ur. 5 października 1875 we Lwowie, zm. 18 października 1939 tamże) – polski prawnik, profesor i specjalista prawa politycznego, urzędnik, radny, działacz społeczny i demokratyczny w II Rzeczypospolitej.

## Życiorys
Urodził się w 1875 jako syn Franciszka Próchnickiego (profesor gimnazjalny, polonista) i Wandy z domu Łuczkiewicz. Miał dwie siostry.
W rodzinnym Lwowie został absolwentem gimnazjum. Został filistrem honorowym polskiej korporacji akademickiej Leopolia. Ukończył studia na Wydziale Prawa Uniwersytetu Franciszkańskiego we Lwowie. 2 lipca 1898 uzyskał stopień naukowy doktora. Kształcenie w dziedzinie prawa kontynuował na Uniwersytecie w Heidelbergu od 1898 do 1899. W okresie schyłkowym zaboru austriackiego w ramach autonomii galicyjskiej od 1898 do 1918 był zatrudniony w Prokuratorii Skarbu we Lwowie, w tym od 1911 jako radca. W 1900 pozytywnie przeszedł egzamin ﬁskalny, a w 1907 zdał egzamin adwokacki.
Od 1899 do 1902 wykładał na Powszechnych Wykładach Uniwersyteckich, później we Lwowskiej Szkole Nauk Politycznych. Od 1920 do 1922 jako zastępca profesora Politechniki Lwowskiej był wykładowcą nauk prawniczych, zarysu prawa politycznego, zarysu prawa prywatnego, nauki o księgach gruntowych. 3 października 1921 Naczelnik Państwa Józef Piłsudski mianował go profesorem zwyczajnym nauk prawniczych na Politechnice Lwowskiej.Politechnice Lwowskiej. Ponadto jako zastępca prof. Edwarda Dubanowicza wykładał polskie prawo polityczne na Wydziale Prawa Uniwersytetu Jana Kazimierza we Lwowie. Po kilkuletnich staraniach władz UJK o przyznanie Próchnickiemu stanowiska i tytułu na uczelni, Minister Wyznań Religijnych i Oświecenia Publicznego 10 maja 1930 mianowało go na stanowisko zastępcy profesora Katedry Polskiego Prawa Politycznego na Wydziale Prawa UJK. Prof. Próchnicki pełnił tę funkcję do 1939.
Po odzyskaniu przez Polskę niepodległości z listopada 1918 działał w Tymczasowym Komitecie Rządzącym we Lwowie, Komisji Rządzącej dla Galicji, Śląska Cieszyńskiego, Spiszu i Orawy. Na początku 1918 został członkiem Tymczasowej Rady Miejskiej we Lwowie, pełnił mandat radnego miasta Lwowa. Pracował w Komisji Obrony Przeszłości Lwowa. Od 1918 do 1930 sprawował stanowisko dyrektora oddziału hipotecznego w Ziemskim Banku Kredytowym we Lwowie. W 1922 z ramienia Związku Ludowo-Narodowego został wybrany przez Sejm RP I kadencji członkiem Trybunału Stanu. W latach 30. pracował jako radca prawny w Okręgowym Urzędzie Budownictwa we Lwowie. Był autorem publikacji. Pracował przy legislacji: współtworzył konstytucję marcową z 1921, był współautorem ustaw krajowych w Polsce (dla przykładu ustawa o Krajowym Trybunale Administracyjnym), stworzył projekt statutu miejskiego i samorządowej ordynacji wyborczej we Lwowie. Był działaczem demokratycznym i społecznym, w tym ramach Towarzystwa Szkoły Ludowej. W maju 1931 został wyróżniony godnością członka honorowego Towarzystwo Szkoły Ludowej.
Po agresji ZSRR na Polskę i nastaniu okupacji sowieckiej zmarł 18 października 1939 we Lwowie. Został pochowany na Cmentarzu Łyczakowskim we Lwowie.
Jego żoną została Jadwiga z domu Kubala. Jego córka została żoną Stanisława Akielaszka, działacza emigracyjnego w USA.
Po 1945 bibliotekę Zdzisława Próchnickiego nabył Uniwersytet Poznański.

## Publikacje
- Konstytucya austryacka (1902)[9]
- Dwudziestopięciolecie Towarzystwa Szkoły Ludowej: (3 maja 1891 – 3 maja 1916) (1916)[10]
- Wiadomości z ogólnej nauki o państwie (1920, współautor: Benon Janowski)
- Polska Współczesna (1929, współautorzy: Franciszek Bujak, Zbigniew Pazdro, Stanisław Sobiński)
- Wyborca: przewodnik obywatelsko-społeczny Polaka (1930, współautor: Dionizy Bączkowski)

## Ordery i odznaczenia
- Krzyż Oficerski Orderu Odrodzenia Polski (2 maja 1923)[11][12]